# Washboard

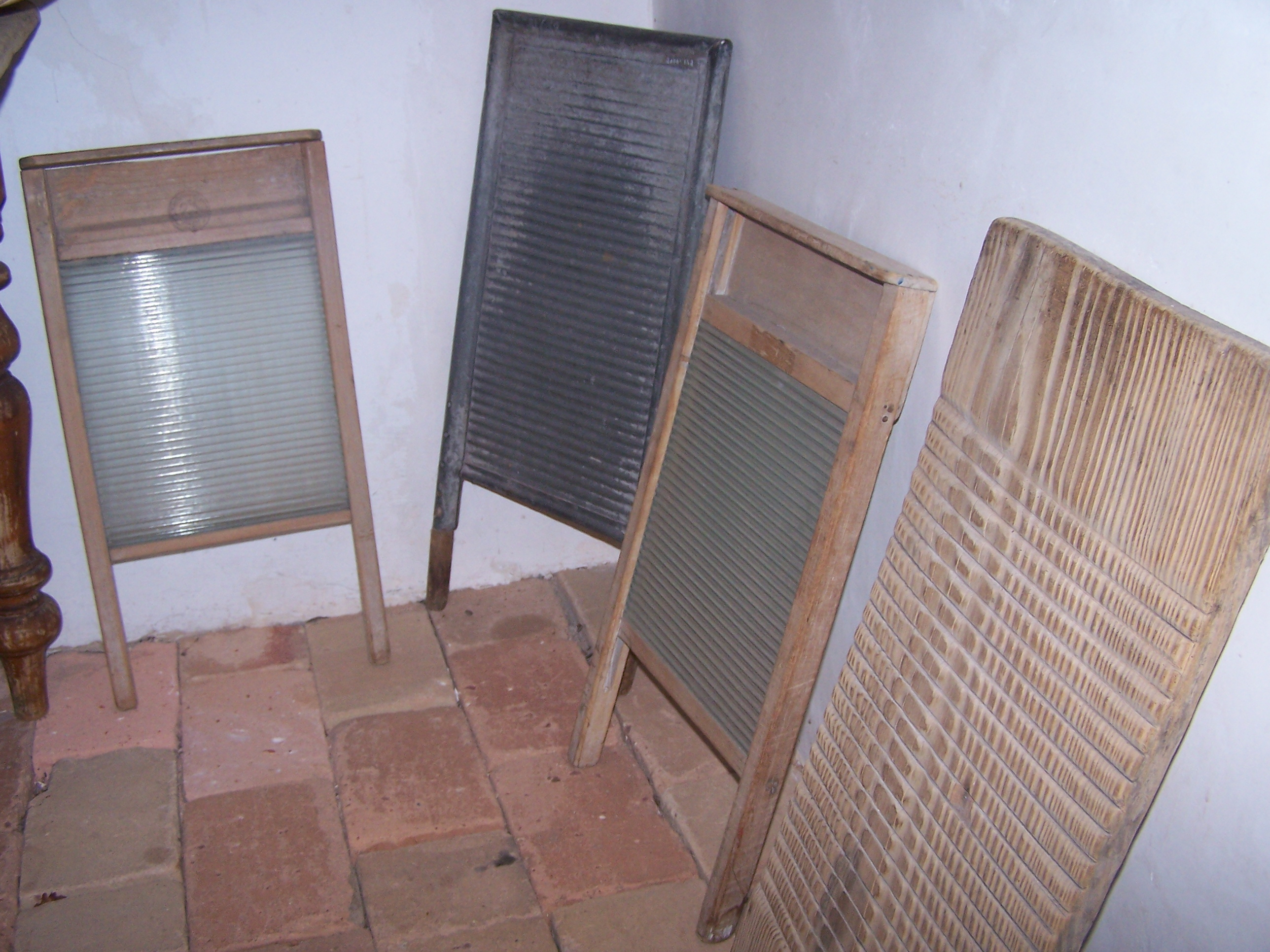
Diferents tipus de washboard

La washboard o fusta de rentar és un instrument musical de percussió de tipus idiòfon. No obstant això, originalment era una post de rentar, un estri dissenyat per a rentar la roba a mà. La post de rentar tradicional usualment es construïa amb un marc de fusta rectangular en el qual es muntaven una sèrie de relleus o ondulacions per a fregar la roba ensabonada; aquests relleus podien ser de fusta o de metall.
L'adaptació com a instrument de percussió, el converteix en un dels pocs instruments musicals inventats als Estats Units. El disseny més conegut és el Zydeco Frottoir  (Zydeco Rubboard ), ideat per Clifton Chenier i fabricat per Willie Landry el 1946. L'intèrpret utilitza didals en tots els dits amb els quals frega, colpeja o grata l'instrument, segons quin sigui el tempo de la peça.
S'utilitza en diversos estils de música tradicional americana: blues, jazz tradicional, zydeco, cajun i folk nord-americans.
El model més desenvolupat, metàl·lic i que es penja del coll, es denomina rubboard. Alguns intèrprets de washboard van obtenir força renom, com Bull City Red, washboard Sam, washboard Willie… Avui dia es continua utilitzant per alguns grups, com la banda francesa de blues Sweet Mama.